# Grube Wilhelm (Antweiler)
Die Grube Wilhelm ist ein ehemaliges Kupferbergwerk im Limbachtal auf der Gemarkung von Antweiler, einer Ortsgemeinde im Landkreis Ahrweiler in Rheinland-Pfalz, das 1937 stillgelegt wurde.

## Geschichte
Im Jahr 1908 stieß man in Antweiler beim Bau der Ahrtalbahn auf eine Kupferader. Carl Hürth, der dort bereits die Konzession für Blei- und Zinkerz besaß, beantragte auch die Kupfermutung, die ihm mit Schreiben vom 18. Januar 1910 konzessioniert wurde.
Mit 15 bis 20 Arbeitern machte er sich an den Aufschluss und als die Ergiebigkeit feststand, verkaufte er die Grube mit Gewinn an die Firma Antweiler Erz-Gesellschaft mit Sitz in Berlin. Er selbst behielt eine kleine Beteiligung und hatte weiterhin die Betriebsleitung inne. In einem Diagonalgang fand sich zusätzlich Kupfer-Fahlerz, welches silberhaltig war. Man baute einen Bahnanschluss und eine Flotationsanlage: Das gewonnene Erz wurde gemahlen und in der Schwemme nach Kupfer und Silber geschieden.
Um 1928 übergab die Stolberger Blei und Zink AG die Grube Wilhelm der Ölbohrfirma Anton Racki AG in Salzgitter, um neue Aufschlüsse zu tätigen.
Durch die Weltwirtschaftskrise kamen die Aktivitäten der Grube Wilhelm jedoch zum Erliegen. Ab 1933 wurde der Bergbau wiederbelebt und schließlich im Oktober 1937 endgültig stillgelegt.
Am Ende des Zweiten Weltkriegs diente der Stollen als Luftschutzbunker.